# Mesostenus ruficoxis
Mesostenus ruficoxis är en stekelart som först beskrevs av Szepligeti 1916.  Mesostenus ruficoxis ingår i släktet Mesostenus och familjen brokparasitsteklar. Inga underarter finns listade i Catalogue of Life.